# Buenavista, Berriozábal
Buenavista är en ort i Mexiko.   Den ligger i kommunen Berriozábal och delstaten Chiapas, i den sydöstra delen av landet, 700 km öster om huvudstaden Mexico City. Buenavista ligger 577 meter över havet och antalet invånare är 106.
Terrängen runt Buenavista är kuperad, och sluttar norrut. Runt Buenavista är det ganska tätbefolkat, med 83 invånare per kvadratkilometer. Närmaste större samhälle är Tecpatán, 19,1 km norr om Buenavista. Omgivningarna runt Buenavista är en mosaik av jordbruksmark och naturlig växtlighet.